# ماتيلد لودوفيكا كونتيسة تراني
ماتيلد لودوفيكا كونتيسة تراني (بالألمانية: Mathilde in Bayern)‏ (و. 1843 – 1925 م) هي أرستقراطية ألمانية، توفيت في ميونخ، عن عمر يناهز 82 عاماً.

## جوائز
حصلت على جوائز منها:
- Order of the Starry Cross [الإنجليزية]‏.